# Love Bites (Judas Priest)
Love Bites è una canzone dei Judas Priest, estratta come secondo singolo dall'album Defenders of the Faith nel 1984.
Il testo della canzone affronta l'atto del mordere o succhiare la pelle di un'altra persona, ovvero quello che viene colloquialmente definito come succhiotto.
Per promuovere la canzone è stato realizzato un video musicale girato durante il tour mondiale di supporto a Defenders of the Faith.

## Tracce
1. Love Bites – 4:47
2. Jawbreaker – 3:26